# Velikiye Luki
Velikiye Luki é uma cidade da Rússia, no oblast de Pskov, nas margens do rio Lovat. É uma cidade de glória militar, devido ao heroísmo demonstrado na Segunda Guerra Mundial. Em 2023 foi inaugurado uma estátua em homenagem a Stalin tendo a benção de um padre ortodoxo.

## Personalidades
- Dmitri Laptev (1701-1771) - explorador
- Ivan Vinogradov (1891-1983) - matemático
- Viktor Safronov (1917-1999) - astrónomo
- Genrikh Fedosov (1932-2005) - futebolista
- Dmitriy Alenichev (1972-) - futebolista
- Yuliya Martisova (1976-) - ciclista
- Alexandra Burchenkova (1988-) - ciclista